# Kaakkosaari (ö i Mellersta Finland, Jämsä, lat 61,59, long 25,19)
Kaakkosaari är en ö i Finland. Den ligger i sjön Yläinen Karkjärvi och i kommunen Kuhmois i landskapet Mellersta Finland, i den södra delen av landet, 160 km norr om huvudstaden Helsingfors. Öns area är 0,1 hektar och dess största längd är 50 meter i öst-västlig riktning.